# Lâm Vị
Lâm Vị (chữ Hán phồn thể: 臨渭區, chữ Hán giản thể: 临渭区) là một quận thuộc địa cấp thị Vị Nam, tỉnh Thiểm Tây, Cộng hòa Nhân dân Trung Hoa. Quận này có diện tích 1221 ki-lô-mét vuông, dân số năm 2002 là 910.000 người. Về mặt hành chính, huyện được chia thành 6 nhai đạo, 11 trấn, 22 hương.
- Nhai đạo: Hướng Dương, Nhân dân, Giải Phóng, Trạm Nam, Đỗ Kiều, Kiều Nam, Sùng Ngưng.
- Trấn: Dương Đôn, Tam Trương, Hiếu Nghĩa, Giao Tà, Cố Thị, Lận Điếm, Tân Thị, Điền Thị, Hạ Cát.
- Hương: Hoa Viên, Tuyến Vương, Hà Tây, Phong Nguyên, Tam Quan Miếu, Đại Vương, Viên Khúc, Hà Lưu, Diêm Thôn, Trình Gia, Song Vương, Bạch Dương, Long Bối, Tín Nghĩa, Nam Sư, Bằng Tín, Quan Lộ, Quan Đạo, Chu Gia, Nam Thất, Quan Để, Lương Điền.